# Scientific Atlanta
Scientific Atlanta, A Cisco Company – założona w 1951 roku amerykańska firma informatyczna.
Producent modemów, dekoderów i innego sprzętu do przesyłu danych cyfrowych i analogowych. W 2005 roku przejęta przez Cisco.